# Комп'ютерне молекулярне моделювання
Комп'ютерне молекулярне моделювання (англ. computer-assisted molecular modeling) — охоплює всі методи, теоретичні та обчислювальні, використовувані для моделювання або імітування поведінки молекул. Ці методи використовуються в області обчислювальної хімії, розробки ліків, обчислювальної біології та науки про матеріали для вивчення молекулярних систем, починаючи від невеликих хімічних систем до великих біологічних молекул і комбінацій матеріалів. Найпростіші розрахунки можуть бути виконані вручну, але важкі обчислення виконуються на комп'ютерах, необхідні для виконання молекулярного моделювання. Загальна риса методів молекулярного моделювання є описом атомістичного рівня молекулярних систем. Це може включати в себе обробку атомів як найменший окремої одиниці (молекулярно механічний підхід), або в явному вигляді моделювання електрона кожного атома (квантово хімічний підхід).

## Молекулярна механіка
Молекулярна механіка є одним з аспектів молекулярного моделювання, оскільки воно відноситься до застосування класичної механіки (механіки Ньютона), щоб описати фізичну основу за моделями. Молекулярні моделі зазвичай описують атоми (ядра і електрони колективно) у вигляді точкових зарядів з відповідною масою. Взаємодії між сусідніми атомами описуються як пружиного типу (які мають хімічний зв'язок) і Ван-дер-Ваальса. Леннард-Джонс зазвичай використовується для опису останнього. Електростатичні взаємодії обчислюються на основі закону Кулона. Атомам присвоюються координати в декартовій системі координат або в внутрішніх координатах, а також можуть бути призначені швидкостями в динамічних моделях. Атомні швидкості пов'язані з температурою системи, макроскопічної величини. Колективний математичний вираз називається потенційною функцією і пов'язаний з системою внутрішньої енергії (U), термодинамічної величини, яка дорівнює сумі потенційної і кінетичної енергій. Методи, які зводять до мінімуму потенційну енергію, називаються методами мінімізації енергії (наприклад, найшвидшого спуску і пов'язані градієнти), в той час як методи, що моделюють поведінку системи з поширенням часу, називається молекулярна динаміка
{\displaystyle E=E_{\text{bonds}}+E_{\text{angle}}+E_{\text{dihedral}}+E_{\text{non-bonded}}\,}
{\displaystyle E_{\text{non-bonded}}=E_{\text{electrostatic}}+E_{\text{van der Waals}}\,}
Ця функція, трактується як potential function, обчислює молекулярну потенційну енергію як суму енергетичних термінів, що описують відхилення довжин зв'язків, валентних кутів і торсіонних кутів від рівноважних значень, плюс точки для Несвіт занних пар атомів, що описують ван-дер-Ваальса і електростатичних взаємодій.

## Методи

### 3D-RISM
3D розподіл функцій взаємодії сайтів навколо розчиненої молекули визначається з 3D-RISM інтегрального рівняння
{\displaystyle h_{\gamma }(r)=\sum _{a}\int d{\textbf {r}}'c_{a}({\textbf {r}}-{\textbf {r}}')\chi _{a\gamma }(r'),}
де {\displaystyle h_{\gamma }({\textbf {r}}),\,\,c_{\gamma }({\textbf {r}})} — тривимірна повна та пряма кореляційні функції (TCF та DCF) сайту {\displaystyle \gamma } навколо молекули відповідно; {\displaystyle \chi _{a\gamma }(r)} — «сайт-сайт»-об'ємна сприйнятливість розчинника; індекси {\displaystyle a,\gamma } — сорти взаємодіючих сайтів розчинника.

## Програмне забезпечення

### AmberTools
AmberTools складається з декількох модулів, які можуть працювати незалежно. У можливості входить моделювання молекулярної динаміки. Пакет AmberTools є безкоштовним.

### Chimera
UCSF Chimera — програма для інтерактивної візуалізації та аналізу молекулярних структур із пов'язаних із ними даних, включаючи карти щільності, траєкторії й вирівнювання послідовностей. Можуть бути створені високоякісні зображення та анімація. Химера є безкоштовною із відкритим програмним кодом [Архівовано 12 Червня 2020 у Wayback Machine.].

### ChemDraw
ChemDraw — професійний редактор хімічної графіки. Входить до пакета ChemOffice від CambridgeSoft.
Можливості:
- Створення й редагування хімічних структур й обладнання.
- Розширені графічні функції (3D).
- Можливість конвертації назви сполуки у структуру, та навпаки, назва сполуки по структурі (за IUPAC).
- Симуляція ЯМР-спектрів.
- Засоби перевірки хімічних формул та структур.
- Зручна база шаблонів часто застосовуваних макроструктур та обладнання.
- Модуль ChemDraw/Excel.
- Плагін ActiveX для браузера із можливістю пошуку в онлайн-базі даних хімічних сполук CambridgeSoft.

### Gamess
Gamess (General Atomic and Molecular Electronic Structure System) — програмний пакет, призначений для розрахунку енергії, геометрії й структури молекул, фізичних характеристик наноструктур й опису механізмів хімічних реакцій (наприклад, дисоціація, синтез).
За допомогою програми реалізується множина алгоритмів для різних обчислювальних методів квантової хімії, які мають різний ступінь точності й обчислювальної навантажуваності, починаючи від простіших й швидких напівемпіричних методів AM1 та PM3 до більш точних, але вимагаючих більших обчислювальних ресурсів PCQDPT, MP4(SPTQ).